# Tan Long
Tan Long o Long Tan (1 d'abril de 1988, Dalian, Liaoning, Xina) és un futbolista xinès, que juga com a davanter.

## Clubs
| Club                | País            | Any         |
| ------------------- | --------------- | ----------- |
| Pudong Zobon        | R.P. de la Xina | 2007 - 2008 |
| Atlanta Blackhaways | Estats Units    | 2009        |
| FC Tampa Bay        | Estats Units    | 2010        |
| Vancouver Whitecaps | Canadà          | 2011 -2012  |
| DC United           | Estats Units    | 2012        |